# 西葫芦
又稱夏南瓜，是美洲南瓜（學名：Cucurbita pepo）的人工栽培品种，果实供食用。外型特色是頂部原本跟莖相連的切面有星星形狀。
西葫芦起源于7000多年前在中部美洲由人類首次驯化的南瓜， 但西葫芦本身是在19世纪后期由人們在米蘭培育的。

## 名称
本品种曾被视为美洲南瓜的变种而拥有學名，但这一地位不受后来的分类学者所承认。
夏南瓜又被稱為矮南瓜、嫩南瓜、櫛瓜、節瓜，據中華民國行政院農委會出版《農政與農情》建議，由於「節瓜」在早期園藝分類中是某類小型冬瓜（毛瓜）之學術名稱，因此不宜於正式文章中將以「節瓜」稱呼「夏南瓜」。在台灣又稱筍瓜。

## 扩展阅读
- 維基物種上的相關：美國南瓜

## 外部連結
- 漁農自然護理署推廣新款優質蔬菜 （页面存档备份，存于）
- 西葫蘆, Xihulu （页面存档备份，存于） 藥用植物圖像數據庫 (香港浸會大學中醫藥學院)

（繁體中文）（英文）
- 櫛瓜膳食纖維高，被稱最佳美容食材 (台灣) （页面存档备份，存于）